# Munroe Falls (Ohio)
Munroe Falls es una ciudad ubicada en el condado de Summit en el estado estadounidense de Ohio. En el Censo de 2010 tenía una población de 5012 habitantes y una densidad poblacional de 688,66 personas por km².

## Geografía
Munroe Falls se encuentra ubicada en las coordenadas 41°8′23″N 81°26′10″O / 41.13972, -81.43611. Según la Oficina del Censo de los Estados Unidos, Munroe Falls tiene una superficie total de 7.28 km², de la cual 7.04 km² corresponden a tierra firme y (3.27%) 0.24 km² es agua.

## Demografía
Según el censo de 2010, había 5012 personas residiendo en Munroe Falls. La densidad de población era de 688,66 hab./km². De los 5012 habitantes, Munroe Falls estaba compuesto por el 95.59% blancos, el 1.52% eran afroamericanos, el 0.14% eran amerindios, el 1.38% eran asiáticos, el 0% eran isleños del Pacífico, el 0.2% eran de otras razas y el 1.18% pertenecían a dos o más razas. Del total de la población el 1.2% eran hispanos o latinos de cualquier raza.